# Leonard Szmurło
Leonard Szmurło (ur. 16 kwietnia 1876 w Klepaczach, zm. po 1 marca 1940) – podpułkownik lekarz Wojska Polskiego, działacz niepodległościowy, ziemianin.

## Życiorys
Urodził się 16 kwietnia 1876 w majątku Klepacze, w gminie Dmitrowicze powiatu brzeskiego guberni grodzieńskiej, w rodzinie Kaliksta i Marcjanny. Był bratem Mikołaja (1879–1945), majora uzbrojenia Wojska Polskiego, odznaczonego Krzyżem Walecznych i Medalem Zwycięstwa.
W 1902 uzyskał dyplom lekarza. W czasie I wojny światowej był działaczem Związku Wojskowych Polaków i członkiem Stowarzyszenia Polityczno-Społecznego „Ognisko” w Wiaźmie.
W czasie wojny z bolszewikami był starszym ordynatorem Szpitala Wojskowego w Wilnie. Na tym stanowisku 6 sierpnia 1920 został zatwierdzony z dniem 1 kwietnia 1920 w stopniu majora lekarza, w Korpusie Lekarskim, w grupie oficerów byłych Korpusów Wschodnich i byłej armii rosyjskiej. Do wiosny 1921 był komendantem Szpitala Polowego Nr 206, a następnie komendantem Szpitala Wojskowego w Piotrkowie. 3 maja 1922 został zweryfikowany w stopniu podpułkownika ze starszeństwem od 1 czerwca 1919 i 56. lokatą w korpusie oficerów sanitarnych, grupa lekarzy, a jego oddziałem macierzystym była Kompania Zapasowa Sanitarna Nr 4. Później pełnił służbę w Szpitalu Okręgowym Nr IX w Brześciu pozostając oficerem nadetatowym IX Batalionu Sanitarnego. W listopadzie 1927 został przydzielony z 9 Okręgowego Szefostwa Sanitarnego do 9 Szpitala Okręgowego w Brześciu na stanowisko komendanta. Z dniem 31 marca 1930 został przeniesiony w stan spoczynku. W 1934, jako oficer stanu spoczynku pozostawał w ewidencji Powiatowej Komendy Uzupełnień Brześć. Posiadał przydział do Kadry Zapasowej 9 Szpitala Okręgowego. Mieszkał w Brześciu przy ul. 3 Maja 15, a później 40, gdzie praktykował jako chirurg.
Był właścicielem majątku Perepiłki w powiecie brzeskim. 13 grudnia 1939 został aresztowany w Brześciu i tam więziony. W marcu 1940 wywieziony do więzienia w Mińsku. Zaginiony. Jego rodzina w kwietniu 1940 została deportowana do Kazachstanu.

## Ordery i odznaczenia
- Medal Niepodległości – 25 stycznia 1933 „za pracę w dziele odzyskania niepodległości”[21][2][22]
- Medal Pamiątkowy za Wojnę 1918–1921[3]
- Odznaka Pamiątkowa Więźniów Ideowych[1]

5 listopada 1935 Komitet Krzyża i Medalu Niepodległości ponownie rozpatrzył jego wniosek, lecz Krzyża Niepodległości nie przyznał.